# Mauicetus
Mauicetus — рід вимерлих вусатих китів з пізнього олігоцену Нової Зеландії.

## Таксономія
Спочатку Вільям Бенхам назвав Mauicetus Lophocephalus, але ця назва вже використовувалась для жука, і Бенхам надав заміну назву Mauicetus. Ще три види були названі в 1956 році: M. brevicollis, M. lophocephalus і M. waitakiensis. Нині Mauicetus parki вважається стовбуровим баленоптероїдом, тоді як M. lophocephalus і M. waitakiensis були перекласифіковані в Eomysticetidae, а M. lophocephalus і M. waitakiensis віднесені до Tokarahia і Tohoraata.